# Bernadette Sanou Dao
Bernadette Sanou Dao (Bamako, 25 februari 1952) is een Burkinees politica en schrijfster. 

## Biografie
Sanou Dao komt uit een Burkinese familie maar woonde tot haar elfde in het toenmalige Frans-Soedan. Ze studeerde aan het Collège Notre Dame de Kolog-Naba in Ouagadougou, later aan de Ohio University en de Sorbonne. Teruggekeerd in haar land was ze lerares, en later directrice van het Institut Pédagogique du Burkina. Van 1986 tot 1987 was ze de Minister van Cultuur. Daarna was ze in 1999 Minister van Regionale Integratie, en directrice van het Nationaal Bureau voor Toerisme. Ook richtte ze organisaties op voor de bescherming van vrouwen en kinderen.
Ze schrijft voornamelijk poëzie, korte verhalen en kinderverhalen. In 1995 ontving ze de Prix Jean-Cocteau de Poésie voor haar werk Quote-part et Symphonie. Haar gedicht Une visite embarrassante inspireerde in 2015 de korte film Quelqu'un à la porte van de Burkinese filmmaakster Habibou Zoungrana.

## Werken

### Proza
- 1997: La dernière épouse. Abidjan: Edilis
- 2003: La femme de diable & autres histoires. Ouagadougou: Découvertes du Burkina
- 2005: Avance, mon peuple et autres nouvelles du Burkina Faso. Ouagadougou: Découvertes du Burkina
- 2014: Le charme rompu. Abidjan: Vallesse

### Poëzie
- 1987: Émeraudes, in Poésie pour enfants. Ouagadougou: Imprimerie Presses Africaines
- 1988: Parturition (Vaines douleurs-fureur vaine), in Poésie. Ouagadougou: Imprimerie Presses Africaines
- 1992: Symphonie (Soie et Soleil). Ouagadougou: Imprimerie Nouvelle du Centre
- 1992: Quote-Part, poésie. Ouagadougou: Imprimerie Nouvelle du Centre
- 1995: Quote-part et Symphonie. Parijs: Nouvelle Pléiade

### Kinderen
- 2002: La Crèche du petit Mohammed. Abidjan: CEDA/Hurterbise

- Bibliothèque nationale de France: cb12547953w (data)
- Gemeinsame Normdatei: 1226173454
- International Standard Name Identifier: 0000 0000 4057 5272
- Library of Congress Control Number: no94015639
- Nederlandse Thesaurus van Auteursnamen: 118819321
- Système universitaire de documentation: 070699941
- Virtual International Authority File: 27180288
- WorldCat: E39PBJhrYrrggJvpGfHw7DGj4q